# Setge de Salses (1285)
El Setge de Salses fou un dels episodis de la Croada contra la Corona d'Aragó.

## Antecedents
El papa Martí IV, que havia succeït Climent IV va declarar al rei Pere el Gran privat dels seus regnes a causa de la intervenció catalana a Sicília arran de les vespres sicilianes, i donà la investidura com a rei d'Aragó, rei de València i Comte de Barcelona el 27 d'agost de 1283 a Carles I d'Anjou, segon fill del rei Felip III de França, sent coronat el 27 de febrer de 1284 a París.
L'exèrcit croat va sortir de Narbona a principis de maig de 1285 en direcció als pirineus. Tot i l'alineació del seu rei amb els francesos, la població del Rosselló es va resistir a la invasió croada.

## La Batalla
Van ser necessaris tres assalts per conquerir la ciutat.

## Conseqüències
Pocs dies després, la vila de Perpinyà es revoltà i Elna fou assetjada i cremada. Finalment els croats van creuar el Pirineu pel Coll de la Massana i va acampar davant les muralles de Peralada, que era el quarter general de Pere el Gran, on s'havia retirat per no veure's encerclat al Pirineu.